# España en los Juegos Olímpicos de Ámsterdam 1928
España estuvo representada en los Juegos Olímpicos de Ámsterdam 1928 por una delegación de 85 deportistas (todos hombres) que participaron en 9 deportes. El portador de la bandera en la ceremonia de apertura fue el atleta Diego Ordóñez.
Responsable del equipo olímpico fue el Comité Olímpico Español (COE), así como las federaciones deportivas nacionales de cada deporte con participación.

## Medallas
El equipo olímpico español consiguió durante los Juegos las siguientes medallas:
| Nombre | Deporte | Competición        | Fecha        |
| --- | ------- | ------------------ | ------------ |
| Oro |         |                    |              |
| José Álvarez de Bohórquez (Zalamero) Julio García Fernández de los Ríos (Revistade) José Navarro Morenés (Zapatazo) | Hípica  | Saltos por equipos | 12 de agosto |
| Plata |         |                    |              |
| — |         |                    |              |
| Bronce |         |                    |              |
| — |         |                    |              |

### Por deporte
| Evento | Oro | Plata | Bronce | Total |
| ------ | --- | ----- | ------ | ----- |
| Hípica | 1   | 0     | 0      | 1     |
| TOTAL  | 1   | 0     | 0      | 1     |

## Diplomas olímpicos
Si bien los diplomas olímpicos se entregaron por primera vez en los Juegos Olímpicos de Londres 1948 a los atletas clasificados hasta el sexto puesto, a continuación se enumeran los que alcanzaron uno de estos seis puestos en estos Juegos.
| Nombre | Deporte | Competición        | Fecha        |
| --- | ------- | ------------------ | ------------ |
| 4.° |         |                    |              |
| — |         |                    |              |
| 5.° |         |                    |              |
| Juan Manuel Delgado Domingo García Montoro Félix de Pomes Diego Díez de Rivera y Figueroa Francisco González Badía | Esgrima | Espada por equipos | 5 de agosto  |
| Equipo | Fútbol  | Torneo masculino   | 4 de junio   |
| José Navarro Morenés (Zapatazo)                                                                                    | Hípica  | Saltos individual  | 12 de agosto |
| 6.° |         |                    |              |
| — |         |                    |              |

## Participantes por deporte
De los 14 deportes (17 disciplinas) reconocidos por el COI en los Juegos Olímpicos de verano, se contó con representación española en 9 deportes (10 disciplinas). 
| N.º | Deporte            | H  | M | T  |
| 1   | Atletismo          | 10 | 0 | 10 |
| 2   | Boxeo              | 6  | – | 6  |
| 3   | Ciclismo en ruta   | 0  | – | 0  |
| 3   | Ciclismo en pista  | 1  | – | 1  |
| 4   | Esgrima            | 10 | 0 | 10 |
| 5   | Fútbol             | 17 | – | 17 |
| 6   | Gimnasia artística | 0  | 0 | 0  |
| 7   | Halterofilia       | 0  | – | 0  |
| 8   | Hípica             | 6  | 0 | 6  |
| 9   | Hockey             | 16 | – | 16 |
| 10  | Lucha              | 0  | – | 0  |
| 11  | Natación           | 5  | 0 | 5  |
| 11  | Saltos             | 0  | 0 | 0  |
| 11  | Waterpolo          | 8  | – | 8  |
| 12  | Pentatlón moderno  | 0  | – | 0  |
| 13  | Remo               | 0  | – | 0  |
| 14  | Vela               | 6  | 0 | 6  |
|     | TOTAL              | 85 | 0 | 85 |